# Heteragrion ovatum
Heteragrion ovatum – gatunek ważki z rodziny Heteragrionidae. Opisał go Edmond de Sélys Longchamps w 1862 roku, a jako miejsce typowe wskazał Brazylię. Brak było dalszych informacji o gatunku aż do stwierdzenia go w Campos do Jordão i Parku Narodowym Serra da Bocaina w południowo-wschodniej Brazylii (Costa et al. 2000). Niektórzy autorzy podają ważność tego taksonu jako gatunku w wątpliwość.